# Tryonia robusta
Tryonia robusta är en snäckart som beskrevs av Robert Hershler 1989. Tryonia robusta ingår i släktet Tryonia och familjen tusensnäckor. Inga underarter finns listade i Catalogue of Life.